# Powieść literacka
Powieść literacka - termin użyty przez Stanisława Baczyńskiego, krytyka literackiego i ojca poety Krzysztofa Kamila Baczyńskiego, na określenie powieści, która ani nie wzrusza, ani nie wywołuje reakcji umysłowej. Na plan pierwszy wysuwa się tu warsztat pisarza i jego praca nad techniczną obróbką prozy. Praca stylisty staje się celem samym w sobie. Powieści literackiej nie należy mylić z powieścią autotematyczną, tj. powieścią o pisaniu powieści.
Powieściami literackimi są m.in. Pani Bovary Gustawa Flauberta i Generał Barcz Juliusza Kadena-Bandrowskiego.